# 信楽寺 (松江市)
信楽寺（しんぎょうじ）は島根県松江市竪町にある浄土宗の仏教寺院で、山号は獨留山、正式名称は、獨留山至心院信楽寺（どくるざん ししんいん しんぎょうじ）と称する。

## 歴史
慶長年間に楽蓮社信誉慧伝和尚によって雲州富田城下（現在の島根県安来市広瀬町）に建立されたが、堀尾吉晴公の松江移城と共に現在の地に移転した。
当寺の5代目である長誉流安和尚は松江藩主松平家の菩提所である月照寺の開基となった。
宝暦3年4月の火災、嘉永3年の横浜町大火、明治7年の雑賀町大火によって堂宇が全焼し、創立の縁起やその後の変遷等の貴重な資料が消失した。

## 境内
御本尊は阿弥陀如来。
墓地には、滝川左近一益、家老香西茂左衛門、典医の堀東風、蒔絵師小島漆壺斎、八雲塗元祖坂田一平等の碑がある。
その他、地蔵堂、太子堂がある。

## 太子堂
寛永年間、松江藩主松平直政公が霊夢を感じ、隠岐国に安置されていたものを松江城下へ呼び寄せ、その後、当山に移された。
現在の堂宇は火災によって消失したものを明治10年市内の諸職人の寄進によって建立された。
太子堂には十六歳の聖徳太子立像（孝養像）が祀られている。秘仏として通常は拝観できないが、50年に一度ご開帳が行われる。
令和3年は聖徳太子1400回忌の年にあたり、50年に一度のご開帳が行われる年である。しかし、コロナの影響もあり、令和4年の7月22日から25日まで、特別にご開帳が行われる。　

## 祭事・年中行事
- 毎年 7月22日から25日まで、聖徳太子祭があり、竪町の夏祭り行事として賑わっている。

## 御詠歌
- 『世間虚仮（せけんこけ）　仏は真理と説き給う（ほとけはしんりとときたまふ）　和国の教主（わこくのきょうしゅ）　徳いや高し（とくいやたかし）』

## 交通
- JR松江駅から徒歩6分

## 参考資料
- 浄土宗寺院紹介Navi
- 雑賀公民館だより、平成27年4月号 No217
- みんなで作る神社＆お寺御朱印ガイド
- 第11回松江城調査研究委員会資料 ９「江戸時代出雲地方の風水害と地震」（資料4-2 pdf）
- 松江周辺の自然災害と環境改変史